# Mademoiselle Marsy
Pour les articles homonymes, voir Marsy, Brochard et Mars.
Marie-Louise Marsy, de son vrai nom Anne-Marie-Louise-Joséphine Mars, reconnue sous le nom de Brochard, née à Paris 1er le 20 mars 1866 et morte le 24 octobre 1942 à Clermont, est une actrice de théâtre française.

## Biographie

### Famille
Elle naît sous le nom d'Anne-Marie-Louise-Joséphine Mars en 1866, de parents inconnus, chez une sage-femme de la rue de l'Arbre-Sec, tout comme son frère Charles-Marie Mars l'année suivante. En 1880, les enfants Mars seront reconnus comme ses enfants naturels par Anne Brochard, qui leur donnera son patronyme, Mars devenant dès lors leur dernier prénom. Au moment de la naissance des enfants, leur mère était mariée à un Monsieur Gigault — dont elle avait eu une fille en 1864 — qu'elle avait envoyé à New York pour s'occuper d'une prétendue affaire de pierres lithographiques,. Elle a été photographe et a tenu une maison de couture rue du Quatre-Septembre, mais elle est aussi connue pour diverses frasques et soupçonnée d'être une demi-mondaine.

### Carrière
Très jolie, Mademoiselle Marsy est très tôt attirée par le théâtre. Elle remporte le premier prix du Conservatoire de Paris en 1883, prix qu'elle partage avec trois autres actrices, mesdemoiselles Ruso, Buck et Brandès, et elle fait ses débuts à la Comédie-Française, le 22 décembre 1883, dans le rôle de Célimène du Misanthrope.
Paul Mahalin a évoqué les cris d'admiration qui avaient accueilli les débuts de cette belle actrice : c'était « la délirante ! l'enivrante, la subjuguante » demoiselle Marsy. Il fallut un peu en rabattre, ajoute le chroniqueur : « Mlle Marsy est simplement charmante ! »
Elle joue quelques rôles à la Comédie-Française, dont celui de la Comtesse du Mariage de Figaro, avant de se retirer une première fois. Elle déclare vouloir abandonner le théâtre et les journaux annoncent son mariage avec Jules-Albert de Dion, sa mère étant alors présentée comme « une grande couturière de la rue du Quatre-Septembre ». Mais le mariage n'aura  jamais lieu, « sur l'opposition formelle et judiciaire de la famille » du fiancé. 
Le 3 avril 1888, elle reparaît au Théâtre de la Porte-Saint-Martin pour le rôle d'Antoinette dans La Grande Marnière.
Elle revient à la Comédie-Française le 31 mars 1890, pour le rôle de Suzanne du Demi-Monde. Elle est présente à la soirée de gala donnée en l'honneur des souverains russes, le 7 octobre 1896.
Devenue sociétaire en 1891, elle se retire discrètement et définitivement en 1900 pour devenir la comtesse de Vassart d'Hozier.
Elle meurt à Clermont en 1942.

## Théâtre

### Hors Comédie-Française
- 1888 : La Grande Marnière de Georges Ohnet, Théâtre de la Porte-Saint-Martin : Antoinette

### Carrière à la Comédie-Française
Entrée en 1883
Nommée 325e sociétaire en 1891
Départ en 1900
- 1883 : Le Misanthrope de Molière : Célimène
- 1884 : Le Mariage de Figaro de Beaumarchais : Suzanne
- 1890 : Une famille
- 1890 : La Gageure imprévue
- 1891 : La Mégère apprivoisée de William Shakespeare : Catarina
- 1892 : Froufrou de Henri Meilhac et Ludovic Halévy : Gilberte
- 1893 : Un père prodigue
- 1894 : Cabotins ! d'Édouard Pailleron : Valentine
- 1894 : Le Fils de Giboyer d'Émile Augier
- 1895 : L'Ami des femmes
- 1897 : Mieux vaut douceur et violence d'Édouard Pailleron : Pauline
- 1898 : Adrienne Lecouvreur
- 1899 : Orgon
- 1900 : Maître Guérin d'Émile Augier